# Natividad Almeda-Lopez
Natividad Almeda-Lopez (Manilla, 8 september 1892 - 23 januari 1977) was een Filipijns advocate en rechter.

## Biografie
Natividad Almeda werd geboren op 8 september 1892 in de Filipijnse hoofdstad Manilla. Ze was het oudste kind uit een gezin van zes kinderen. Haar ouders waren kolonel Manuel Almeda en Severina Lerma. Na het behalen van een Bachelor of Arts-diploma aan het liceo de Manila in 1909, studeerde ze rechten aan het Escuela de derecho in Manilla. In 1913 behaalde ze daar haar licentiaat. In 1914 slaagde ze als tweede Filipijnse vrouw ooit voor het toelatingsexamen van de Filipijnse balie, tegelijk met diverse andere bekende juristen zoals Jose Yulo, Teofilo Sison en Claro Recto. 
Na 1914 was ze vijf jaar lang werkzaam als advocaat. In 1919 werd Almeda aangenomen als advocaat bij het Bureau of Justice. In 1922 werd ze aangesteld als assistent van procureur-generaal Leonard Wood. Deze positie zou ze bekleden tot ze in 1931 door minister van justitie Jose Abad Santos werd benoemd tot waarnemend rechter van het Municipal Court in Manilla. Ze was daarmee de eerste vrouwelijke rechter in de Filipijnen. In 1936 werd de benoeming permanent. Het jaar erop voltooide ze bovendien een Masteropleiding rechten aan de University of Santo Tomas en in 1938 promoveerde ze aan dezelfde onderwijsinstelling. 
Haar functie als rechter bij de lokale rechtbank van Manilla bekleedde Almeda tot ze in 1952 werd benoemd tot Executive Judge van de rechtbanken van Manilla. Vier jaar later werd zij opperrechter van het Juvenile and Domestic Relations Court. In 1961 werd Almeda door president Carlos Garcia benoemd tot rechter van het Hof van beroep, de op een na hoogste rechtbank in de Filipijnen. Op 8 september van datzelfde jaar bereikte ze de bij wet verplichte pensioenleeftijd voor Filipijnse rechters van 70 jaar.  
Naast haar werk als rechter was Almeda ook actief in de vrouwenbewegingen die zich inzetten voor gelijke rechten voor vrouwen in de Filipijnen. In 1955 ontving ze een presidentiële onderscheiding voor haar "leiderschap aan de feministische beweging". In 1966 ontving ze opnieuw een presidentiële onderscheiding voor haar inzet voor het verkrijgen van kiesrecht voor vrouwen. Twee jaar later ontving ze van president Ferdinand Marcos de Presidential Medal of Merit.
Natividad Almeda-Lopez overleed in 1977 op 84-jarige leeftijd. Ze was getrouwd met gouverneur Domingo Lopez en kreeg met hem twee dochters en een zoon.